# BK Nitra
Le BK Casta SPU Nitra est un club de basket-ball slovaque, évoluant dans la ville de Nitra. L'équipe évolue en Extraliga soit le plus haut niveau du championnat slovaque.

## Palmarès
- Champion de Slovaquie : 2005

## Entraîneurs successifs
- Depuis ? :  Lubomir Urban